# Vánoční pokrmy a nápoje

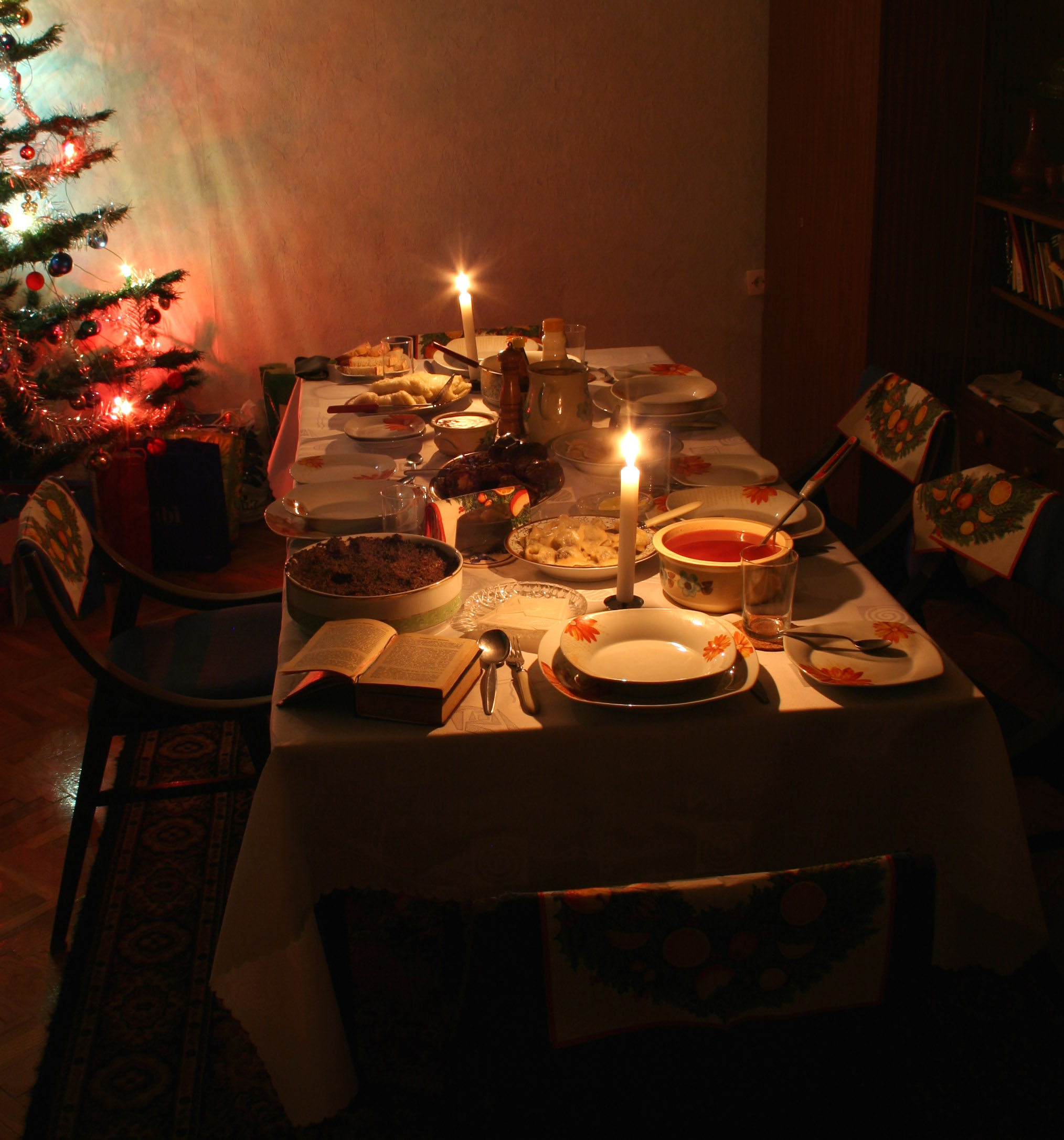
Vánoční večeře

Vánoční pokrmy a nápoje jsou pokrmy a nápoje podávané během vánočního období. Jsou často součástí rituálů a lidových tradic. Společná vánoční rodinná večeře se speciálním jídlem je tradičně důležitou částí oslav Vánoc, ale jídlo, které se podává jako vánoční večeře se často liší podle země. 

## České země
Tradiční večeří je v Česku kapr s bramborovým salátem. Mezi běžné pokrmy o Vánocích patřily také oplatky, které se podávaly jako první chod, s medem, ale také s česnekem, s bylinkami, šípky nebo jinými plody. Česnekem byly ochucovány i další pokrmy. Česnek byl považován za mocnou ochrannou a posilující bylinu. Dalším chodem byla polévka, často s houbami, které se přidávaly do více druhů štědrovečerních pokrmů.
Nejznámějším štědrovečerním jídlem s houbami byl dříve kuba (černý kuba), připravovaný z krupek a hub. K večeři se také podávala krupičná, hrachová nebo prosná kaše. Tento pokrm měl být symbolem hojnosti. Součástí večeře bylo i vařené sušené ovoce. Kaši z vařeného sušeného ovoce (z „křížal“), která byla na Vánoce podávána, se říkalo „muzika“. 
O Vánocích se pekly koláče a velké bílé chleby, které jsou ponechávány s noži, aby v noci přicházeli bůžkové, krájeli a jedli. Mezi sladké pokrmy patřil Biskupský chlebíček, Vánoční poleno. Je zmiňováno, že na den sv. Štěpána je v některých krajích zvykem připravit pečeného krocana, husu anebo kachnu.

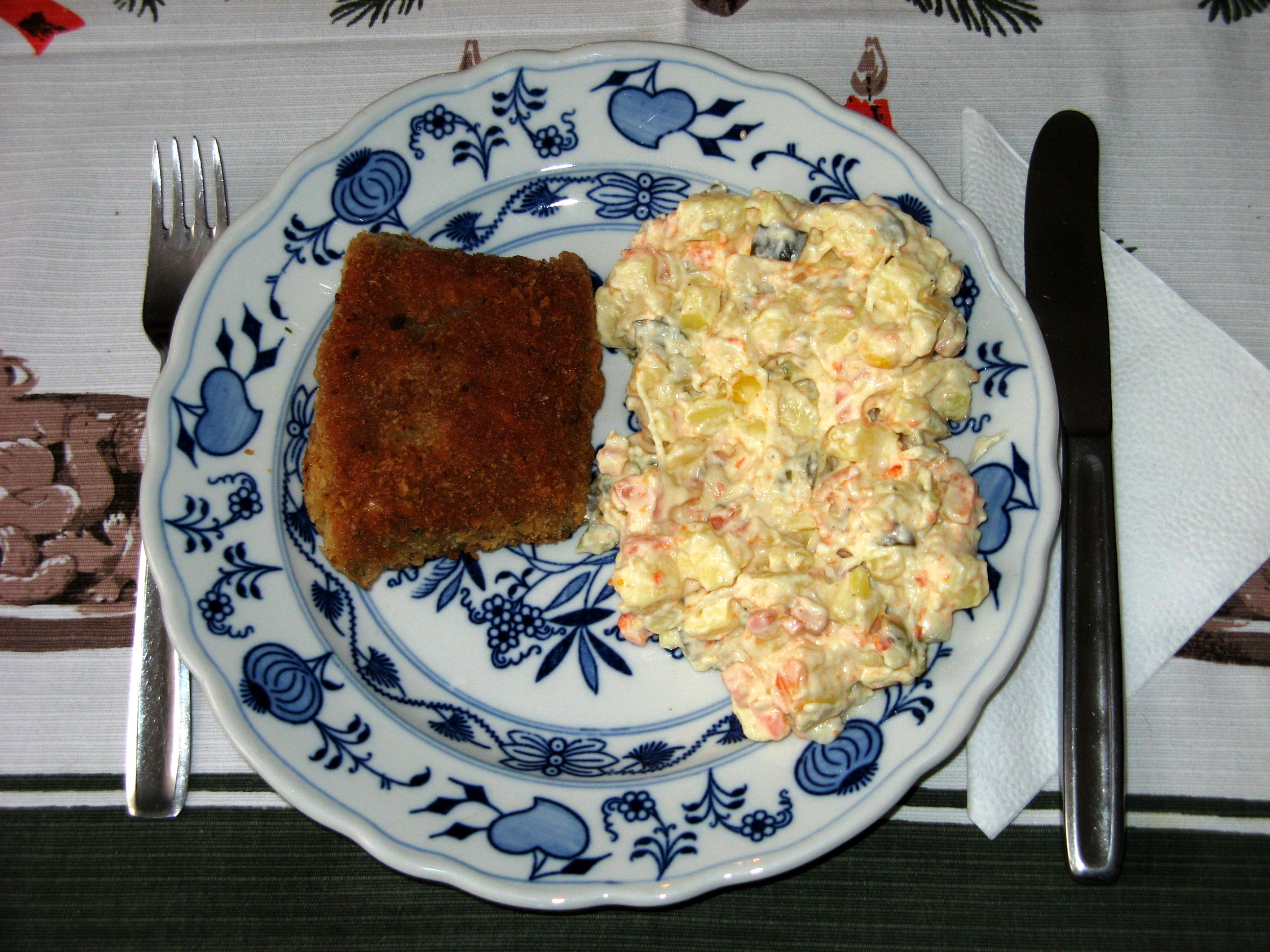
Vánoční smažený kapr s bramborovým salátem

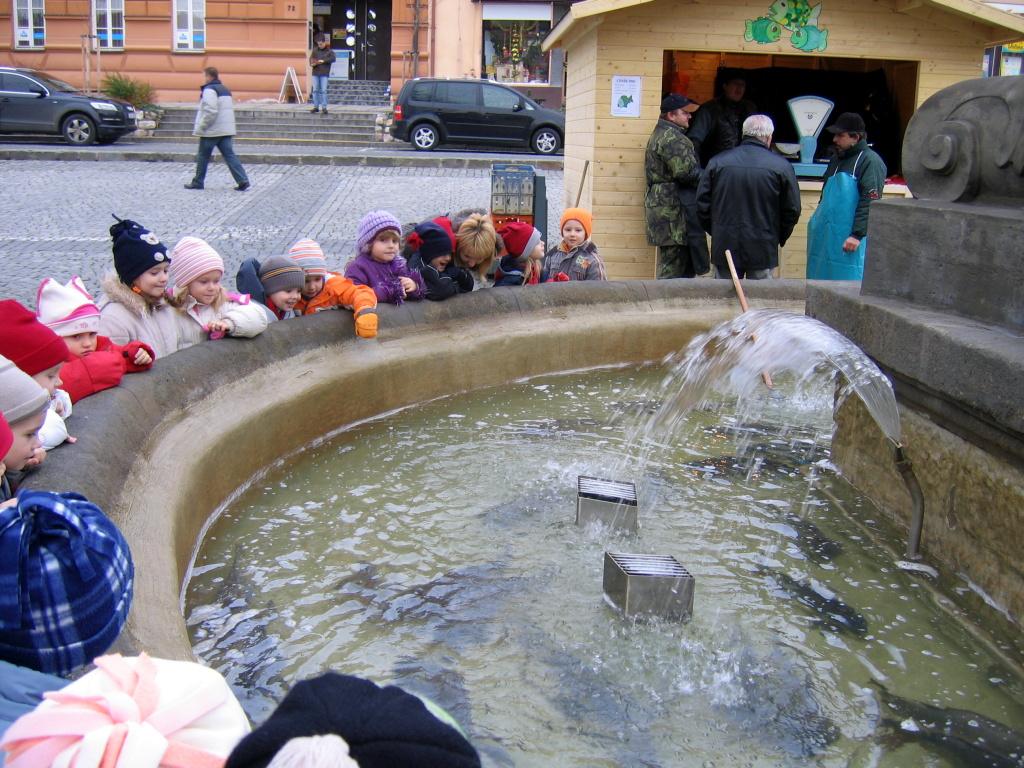
Vánoční kapři

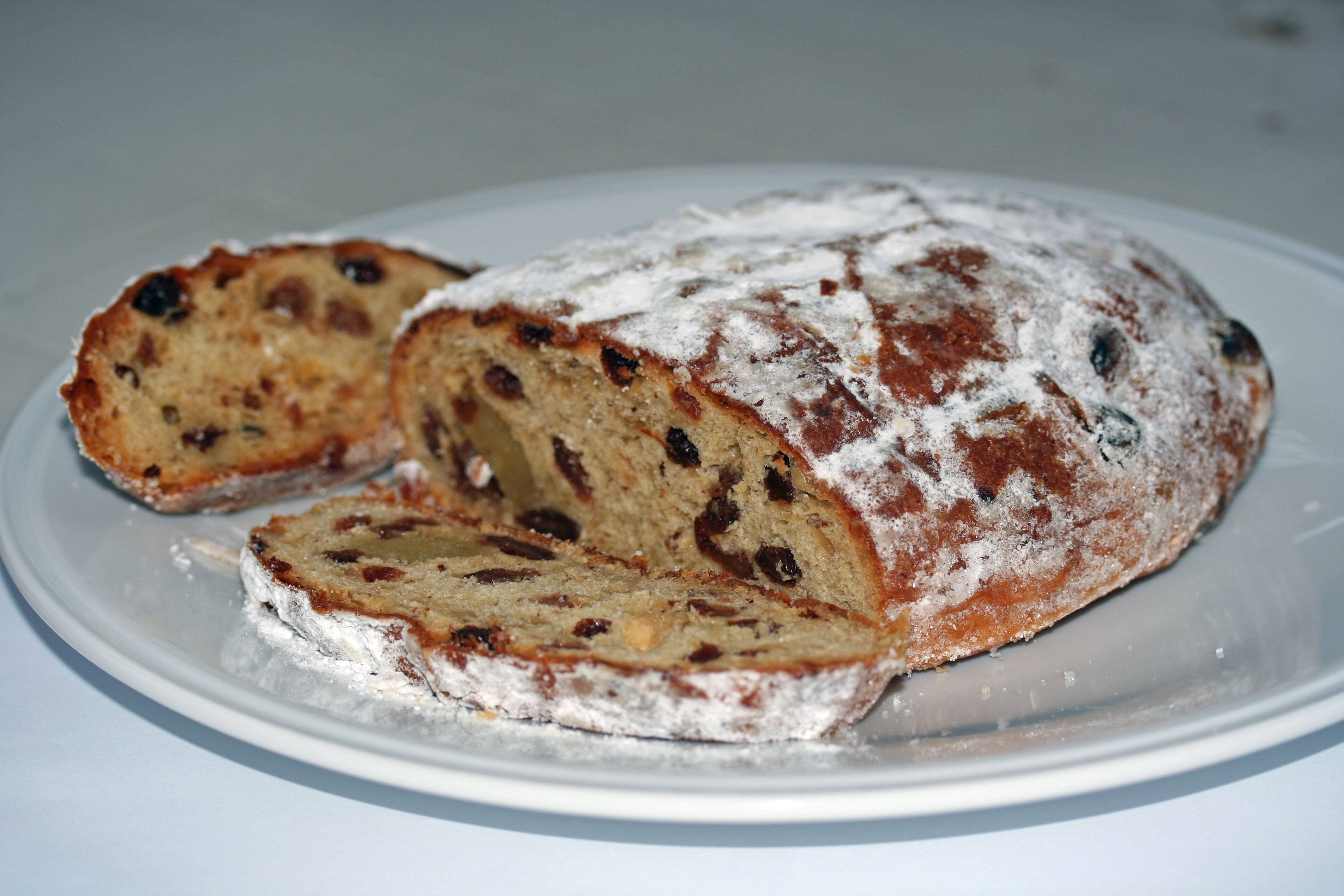
Vánoční štóla

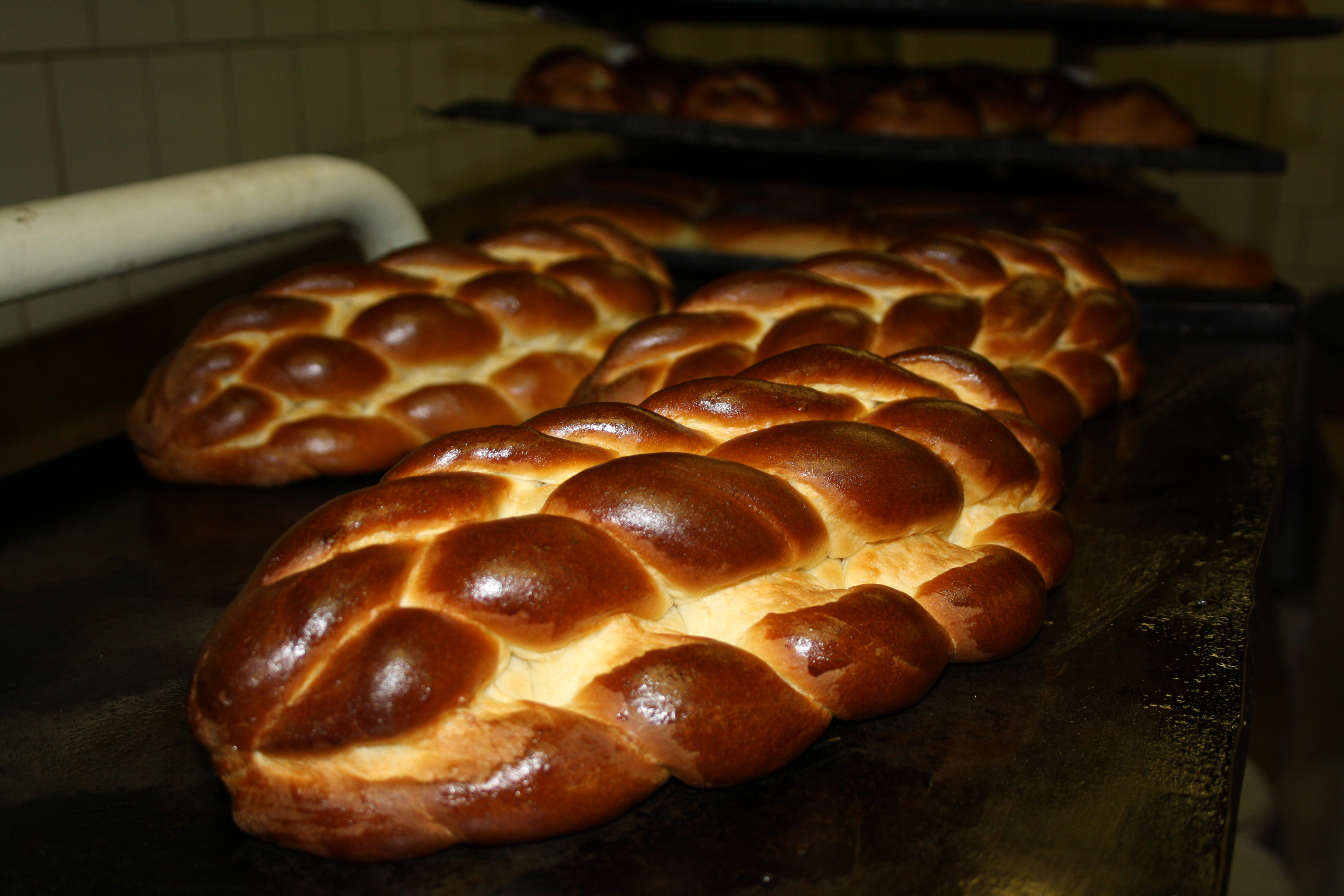
Upečená vánočka

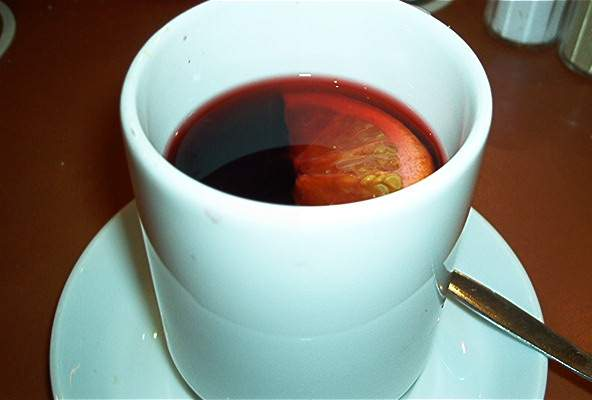
Svařené víno

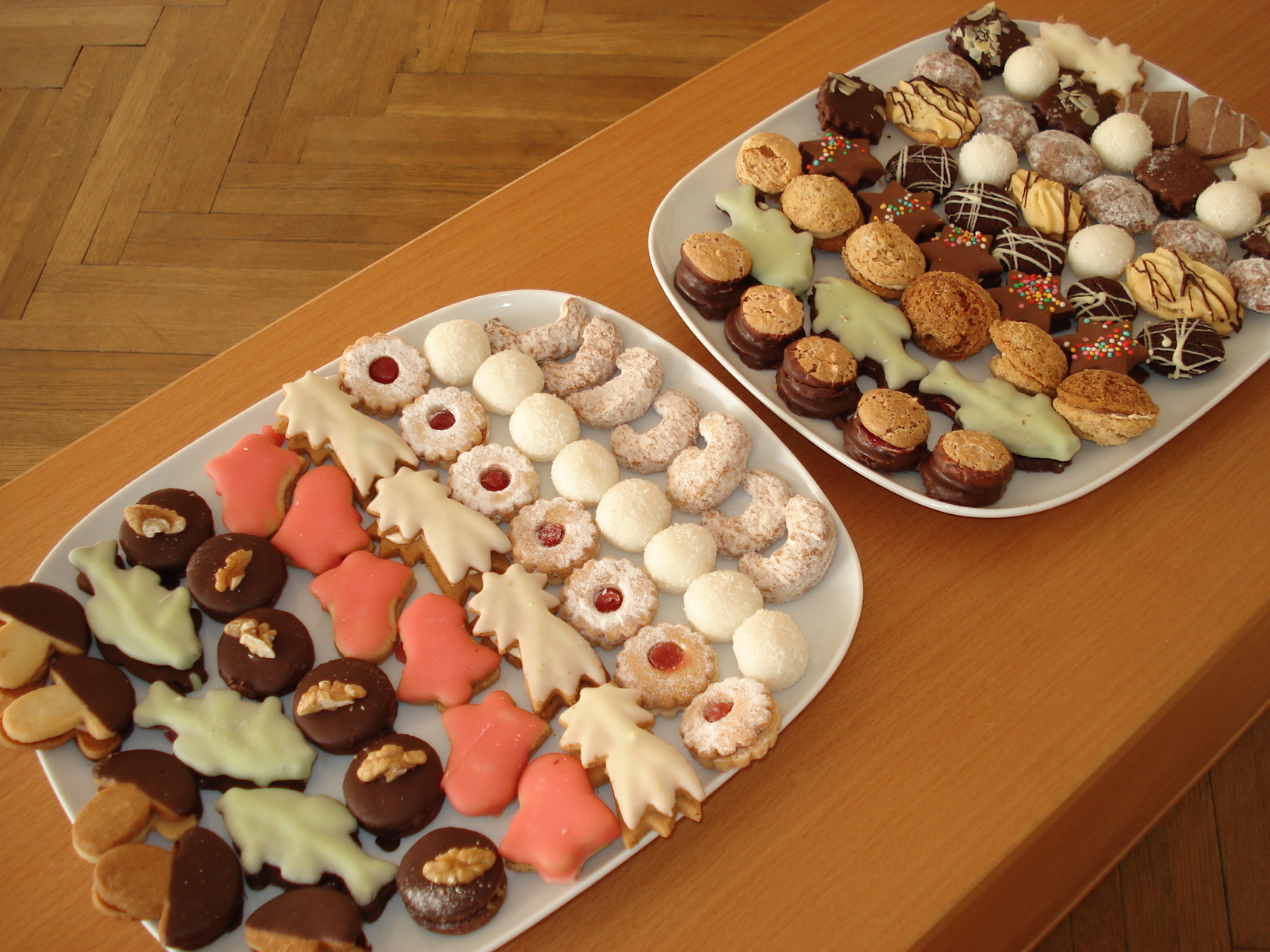
Vánoční cukroví

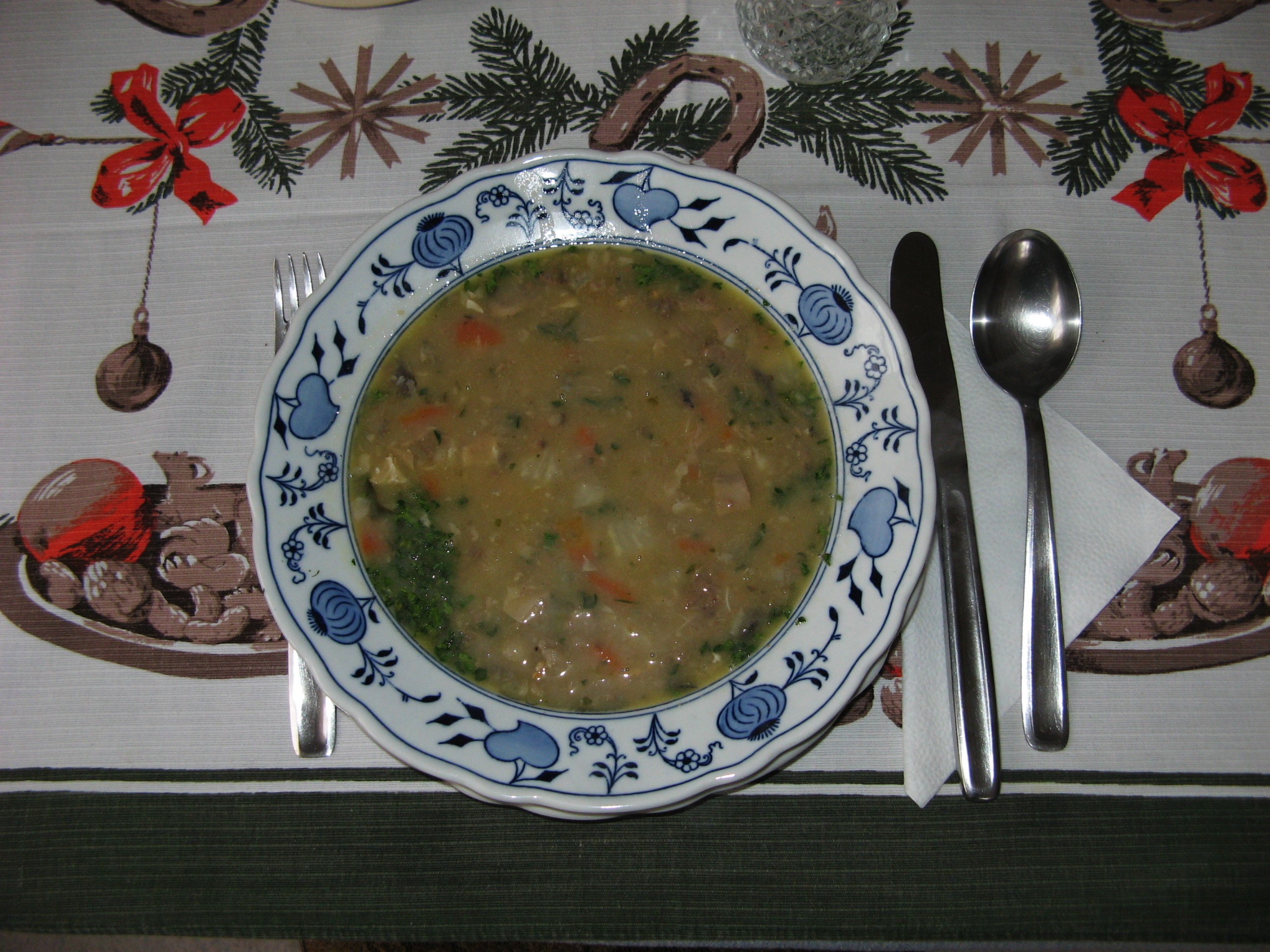
Vánoční rybí polévka

### Vánoční kapr
V adventním období se na ulicích prodávají živé ryby v kádích. Lidé si je odnášejí domů a chovají ve vaně nebo v jiných nádobách až do 24. prosince, aby bylo maso co nejčerstvější. Manipulace s živou rybou a její usmrcení může být pro laika náročné, proto většina zákazníků dává přednost usmrcení ryby při nákupu.
Vánoční kapr je tradičním zdrojem masa pro přípravu štědrovečerních pokrmů v České republice, kapr připravuje jako obalovaný a osmažený s bramborovým salátem. Z některých částí (hlava, mlíčí, jikry, vnitřnosti, kosti se zbytky masa) se dělá oblíbená chutná tradiční polévka. S kaprem je spojeno také několik českých vánočních tradic.

### Řízek
O Vánocích se v Česku často také smaží vepřové, ale i kuřecí řízky. Stejně jako kapr nebo vinná klobása se i řízky podávají nejčastěji s bramborovým salátem.

### Kuba
Kuba (také staročeský kuba, černý kuba) je tradiční české jídlo, jehož základem jsou kroupy a houby (zejména stroček trubkovitý). Podává se především jako polední jídlo na Štědrý den, protože se podle zvyku nemá jíst do štědrovečerní večeře maso.

### Štóla
Štóla je druh pečeného vánočního moučníku, tradiční je především v Německu, rozšířený je ale i v Česku. Uvnitř je zapečené například sušené ovoce a ořechy a z vrchu je štóla posypaná moučkovým cukrem. Má tvar bochníku a pochází z Německa.

### Vánočka
Vánočka je druh sladkého pečiva z kynutého těsta, které je v Česku obvykle o Vánocích připravováno jako sváteční jídlo. Často se vánočka konzumuje v kombinaci s máslem, medem, marmeládou, džemem či povidly, nebo lámaná a namáčená v kávě, meltě, mléce atd.

### Muzika
Kaše se sušeným ovocem, nazývaná také odvárka, vocet nebo tomáškový kompot. Připravuje se z hruškových a jablečných křížal a sušených švestek, které se namočí do vody, rozvaří s hřebíčkem, skořicí a citrónem, osladí, a zahustí strouhaným perníkem nebo piškoty. Do kaše se přidává citrónová šťáva, ořechy, hrozinky, mandle a rum.

### Vinná klobása
Vinná klobása je tradiční česká uzenina. Vyrábí se z vepřového, někdy i telecího masa. Klobásy nejsou tepelně opracované, proto se musejí co nejdříve zkonzumovat. Nejčastěji se klobásy při přípravě stočí do spirály, která se zajistí špejlí a opečou se na rozpáleném tuku. Vznikne červené kolo připomínající Slunce, proto bývá vinná klobása tradičním vánočním jídlem jako oslava slunovratu.

### Svařené víno
Během vánočního období je ve stáncích na vánočních trzích prodávána široká paleta alkoholických nápojů. Mimo grog mezi oblíbené teplé nápoje patří svařené víno neboli svařák. Nápoj bývá připravován z nejlevnějšího výrobku označovaného za víno, obvykle červené barvy (ačkoliv barva zde není důležitá). Tekutina je doslazena množstvím cukru, vařena s kořením a plátky citrónu a podávána horká.

### Vaječný koňak
Vaječný koňak je vánoční míchaný alkoholický nápoj podomácku vyráběný v Česku z výrobků Tatra mléko, Salko, řepný cukr, cukr s ethylvanilinem, vajec a tuzemského rumu. Tuzemský rum lze nahradit i jiným výrobkem s vysokým obsahem alkoholu. Vaječný koňak je oblíbenou přísadou do cukroví. Nápoj označený „vaječný koňak“ je také v ČR průmyslově vyráběn a prodáván v mnoha různých příchutích.

### Vánoční cukroví
Vánoční cukroví a jeho pečení je jedna z obecně rozšířených vánočních tradic. Většina z vánočních cukroví se připravuje ze směsi mouky, cukru, vajec, másla, kakaa, čokolády a různých druhů ořechů a kandovaného ovoce. Mezi typické patří cukroví z lineckého těsta, které je možné navíc ochutit strouhaným kokosem nebo kakaem. Typickými vůněmi jsou vanilka a rum, typickým kořením skořice.

### Štědrovečerní polévka
Typ štědrovečerní polévky se různí podle částí země. Mezi vánoční polévky patří rybí polévka, hrachová polévka, čočková polévka nebo zelňačka (kapustnica).
Rybí polévka je tradiční rybí polévka české národní kuchyně podávaná také tradičně při štědrovečerní večeři. Připravuje se z hlav a kostí kapra (vánočního), z kořenové zeleniny, vody a z koření, podle chuti lze také použít jikry a mlíčí, kapří maso, smetanu nebo bílé víno.

## Zahraničí

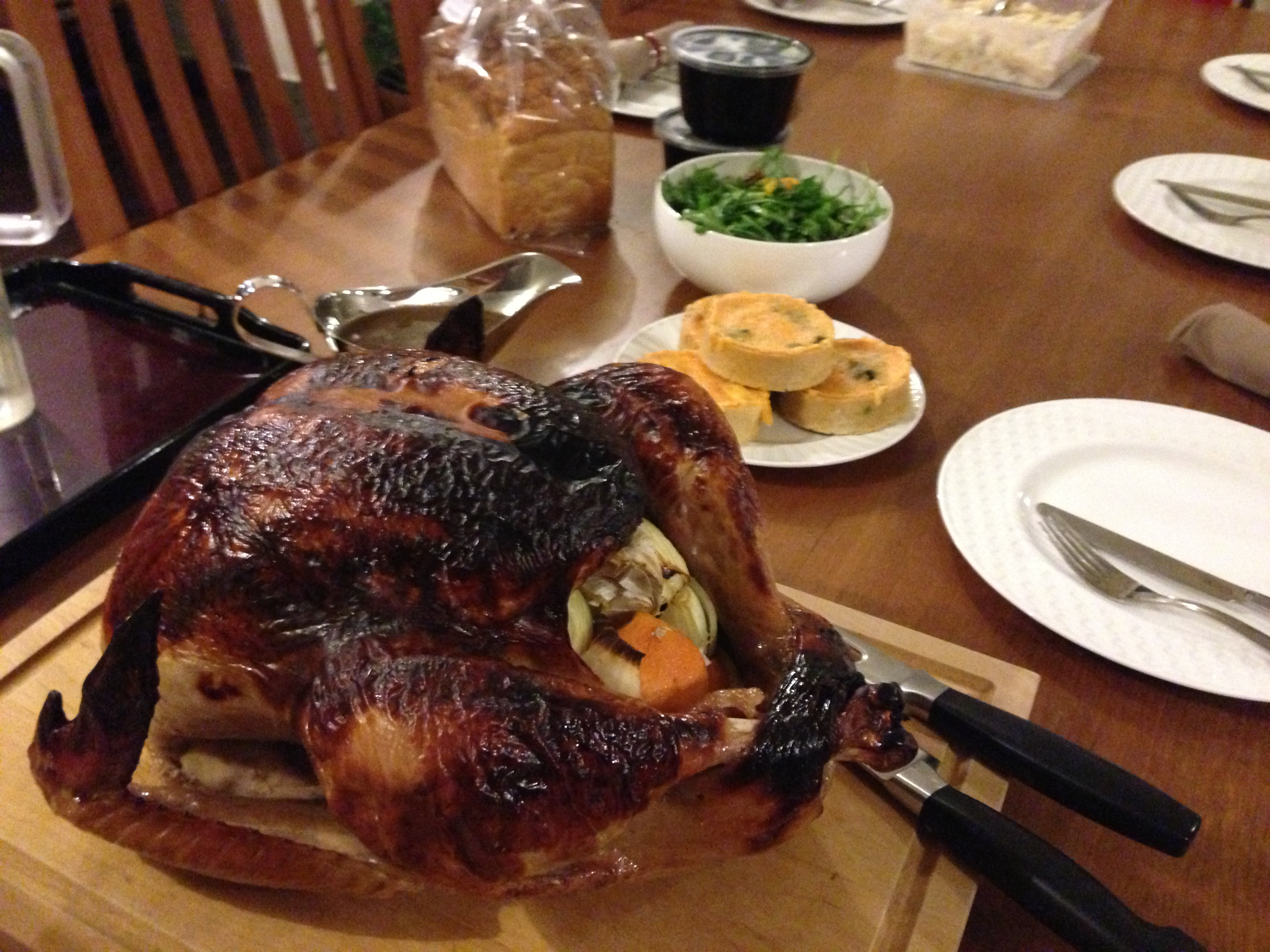
Pečený krocan

Kapr je tradičním zdrojem masa pro přípravu štědrovečerních pokrmů v Česku i v dalších zemích střední Evropy: Slovensko, Rakousko, Polsko, Německo a Maďarsko. V Maďarsku se na večeři připravuje tzv. polévka „halászlé“, základem je také kapr. V Německu se kromě kapra servíruje vepřové, husí nebo kachní maso. V USA, Spojeném království, Irsku, Nizozemí a Dánsku je tradičním pokrmem krocan, bažant, kachna nebo husa. V Portugalsku a Slovinsku je to krocan. „Réveillon“ je název štědrovečerní večeře užívaný ve Francii, Belgii, Brazílii a ve francouzských částech Kanady, předkrmy bývají humr, ústřice, šneci nebo foie gras a hlavním jídlem bývá krocan s kaštany. Ve Finsku, Švédsku, Norsku a Islandu bývá hlavním chodem vánoční šunka. 